# Zoetermeers
Het Zoetermeers is het Hollandse dialect van Zoetermeer. Het wordt nog slechts door een kleine minderheid van de plaatselijke bevolking gesproken. Sterk gelijkende dialecten treft men aan in Bleiswijk en Pijnacker.

## Algemeen
Zoetermeer was eeuwenlang een agrarisch dorp dat leefde van de landbouw. Anders dan tegenwoordig was de invloed van steden als Den Haag niet zo groot. Hierdoor bleef het landelijke Hollands meer behouden. Zoetermeer lag evenwel niet zo geïsoleerd als bijvoorbeeld Katwijk of Aalsmeer: het lag in het binnenland en was gemakkelijk over land te bereiken. Hierdoor wijkt het dialect lang niet zoveel van de standaardtaal af als de taal van die plaatsen; het zou wat overdreven zijn het Zoetermeers een relictdialect te noemen.
In de jaren zestig werd Zoetermeer aangewezen als groeikern voor Den Haag, waardoor het aantal inwoners van 10.000 naar 120.000 groeide. De inheemse bevolking maakt dus hoogstens tien procent van de bewoners uit; slechts een fractie van hen spreekt het dialect nog. Teneinde (de kennis van) het dialect voor het nageslacht te bewaren werd er begin jaren tachtig onderzoek aan gewijd, hetgeen resulteerde in een woordenboek en een taalkundige verhandeling over het Zoetermeers.

## Kenmerken
De klanken van het Zoetermeers vertonen niet al te veel bijzonderheden en sluiten redelijk aan bij wat men in de omgeving aantreft (vgl. Haags, Gouds, Rotterdams etc.). Ontronding van de u (die men bijvoorbeeld aan de kust aantreft) vindt men terug in een woord als pette "inkuilen van aardappels" (vgl. bijvoorbeeld Katwijks pet voor "put").
In de grammatica valt de verbuiging van persoonsnamen op. Eigennamen kunnen naar naamval verbogen worden met één vorm voor genitief, datief en accusatief samen, die ofwel op -e of op -s eindigt (Janne huis is an Pieters verkocht "Jans huis/het huis van Jan is aan Pieter verkocht"). Dit is typerend voor veel ouderwetse Zuid-Hollandse dialecten: het komt bijvoorbeeld voor aan de Noordzeekust, op de Zuid-Hollandse eilanden, in de Alblasserwaard en ook in Bleiswijk, Pijnacker en dus Zoetermeer.
Het Zoetermeers kent een aantal typische dialectwoorden, die als regel elders in de provincie ook voorkomen. Voorbeelden zijn donig "klam", rechtbank "aanrecht", ruigt "wildgroei" (elders bekend in betekenissen "onkruid", "stro" en "kaphout") en schis "schielijk".